# Agelas II.
Agelas II. (altgriechisch Ἀγέλας Agélas), der Sohn des Bakchis, war ein König von Korinth.
Nach Eusebius von Caesarea regierte er 30 Jahre lang. Er war der Vater des Eudaimos, der ihm auf den Thron folgte.